# Corinne Orzechowski
Pour les articles homonymes, voir Orzechowski.
Corinne Orzechowski,  née le 21 août 1958, est une haute fonctionnaire et préfète française.

## Biographie

### Jeunesse et études
Corinne Chantale Orzechowski est née le 21 août 1958. Elle est diplômée de Sciences Po Grenoble et d'un Deug d'histoire. Elle est attachée d'administration centrale à la Caisse des dépôts et consignations en janvier 1977.
En 1981, elle est recrutée à la direction régionale du Génie à Lille. Elle travaille ensuite à la direction des personnels civils du Ministère des Armées, jusqu'en 1985.
De 1986 à novembre 1988, elle est attachée d'administration centrale à la Caisse des dépôts et consignations, chargée d'études en organisation à la direction des activités bancaires et financières.

### Débuts de carrière préfectorale
En avril 1988, elle passe le concours de l'École nationale d'administration ainsi que le concours de recrutement exceptionnel des sous-préfets. Elle échoue à l'oral de l'ENA, mais réussit le concours de sous-préfets. Elle devient donc en milieu d'année directrice de cabinet du préfet des Alpes-de-Haute-Provence, Bernard Leurquin. Elle est nommée directrice de cabinet du préfet du Lot Jean-Charles Astruc en 1990, puis du préfet de la Région Centre, Paul Bernard, en 1992.
Elle est alors recrutée en février comme directrice de cabinet de Jean-Pierre Sueur, au Secrétariat d’État aux collectivités locales. 
Elle devient ensuite sous-préfète, chargée de mission pour la politique de la Ville auprès du préfet des Yvelines, Jacques Dewatre, de 1993 à 1995.
Elle est ensuite sous-préfète de Pontoise (Val-d'Oise), entre 1995 et 1997.
Elle fait un passage en cabinet ministériel, auprès du Ministère de l'Équipement et des Transports, Jean-Claude Gayssot, entre 1997 et 1998. Elle devient ensuite conseillère pour les questions de transports à la Représentation permanente de la France auprès de l'Union européenne.
En 2000, elle fait un détour en entreprise publique en étant directrice de la stratégie de la branche « fret » de la Société nationale des chemins de fer français (SNCF), puis directrice des affaires européennes au sein de ce même groupe. Elle quitte l'entreprise en 2007, lorsqu'elle est recrutée comme directrice de cabinet du préfet de la région Île-de-France, Pierre Mutz, puis Daniel Canepa.
Elle est nommée sous-préfète de l'arrondissement de Draguignan, dans le Var le 27 janvier 2009. Elle y gère les inondations de juin 2010, qui ont provoqué la mort de 25 personnes. 

### Préfète
Elle est nommée préfète de la Mayenne à partir de janvier 2012, succédant à Éric Pilloton. Nommée préfète de la Manche en juin de cette année, elle revient sur sa demande et demande à être nommée préfète hors-cadre, ce qu'elle obtient en juillet.
Entre mi-2013 et mars 2014, elle est directrice de cabinet de Guillaume Garot, ministre délégué chargé de l'agroalimentaire. Elle est ensuite pendant une courte période déléguée aux industries agroalimentaires sous l'égide du Ministre de l’agriculture, Stéphane Le Foll. 
En 2014, elle est nommée préfète de la Sarthe. À la suite de son inauguration de la mosquée de Sablé-sur-Sarthe, sa biographie sur le site de la préfecture fait l'objet d'un piratage par un groupe d'extrême droite qui écrit qu'elle est « en charge de la question juive et de la collaboration avec les autorités musulmanes »,.
Elle quitte en 2017 son poste de préfète pour un passage en administration centrale, où elle est affectée à la direction des Outre-mer. Elle est ensuite nommée préfète d'Indre-et-Loire en octobre, remplaçant Louis Le Franc, et où elle est ainsi la première femme à la tête de cette préfecture. Elle est nommée préfète de l'Oise, à compter du 24 août 2020. À sa demande, « pour des raisons personnelles et familiales », le Conseil des Ministres du 4 janvier 2023 met fin à ses fonctions de préfète de l'Oise,.
Le 8 février 2023, elle est nommée en Conseil des ministres déléguée générale au service national universel.

## Vie privée
Elle est mère de deux filles. 

## Récompenses et distinctions

### Décorations
- Chevalière de la Légion d'honneur (14 juillet 2008)[13]
- Commandeure de l'ordre national du Mérite (1er janvier 2021)